# Aqua, el riu vermeil
Aqua, el riu vermeil es una película documental, dirigida por Manel Almiñana del año 2008, rodada en España, que se centra principalmente en el río Llobregat, su explotación y su conservación.

## Argumento
El río Llobregat es el más importante de Barcelona y uno de los más explotados de Europa. A lo largo y ancho de su recorrido, nos encontramos con pequeñas localidades, pero también con personas que tienen una historia por contar. La vida de un pescador, las preocupaciones de una prostituta, el día a día de un obrero textil, la hermandad de una familia gitana, la faena de los marineros de Figol y los pensamientos de los habitantes de un pueblecito sumergido, retratan otra cara de la sociedad.